# Вінченцо
Вінченцо (кор. 빈센조) — південнокорейський телевізійний серіал, який транслювався на телеканалі tvN. У головних ролях Сон Чжун Кі, Чон Йе Бін, Ок Те Єн, Кім Чо Джин та Квак Дон Йон.

## Сюжет
У віці восьми років Пак Джу Хьон був усиновлений італійською родиною і поїхав жити в Італію. Пізніше він приєднується до мафії і усиновляється Доном Фабіо, головою мафіозної сім'ї Кассано. Перейменований на Вінченцо Кассано, він стає італійським адвокатом, консигнатором мафії та правою рукою дона Фабіо. Після смерті Фабіо Паоло, біологічний син Фабіо і новий лідер родини Кассано, намагається вбити Вінченцо.
Потім він утікає до Сеула і збирається видобути 1,5 тонни золота китайському магнату, який нещодавно помер, і таємно сховати в підвалі Geumga Plaza. Однак рієлторська компанія під управлінням Babel Group незаконно заволоділа власністю на будівлю, і Вінченцо повинен використати свої навички, щоб повернути будівлю та повернути свої статки.
Серед вигадливих орендарів на Geumga Plaza є юридична фірма Jipuragi, якою керує Хон Ю Чхан, у якій Вінченцо виявляє, що він узгоджує інтереси. Спочатку Вінченцо вступає в конфлікт з донькою Хон Ю Чхана, Хон Чха Йон, адвокатом конкуруючої фірми, але після смерті батька вона бере на себе цю практику і об'єднує зусилля з Вінченцо та іншими орендарями для боротьби з Babel Group.

## У ролях

### Головні ролі
- Сон Чжун Кі — Пак Джу Хьон / Вінченцо Кассано
- Чон Йе Бін — Хонг Чха Йонг
- Ок Те Єн — Чан Джон У / Чан Хан Сок
- Кім Чо Джин — Чхве Мьон Хі
- Квак Дон Йон — Чан Хан Со